# Municipio de Hanover (condado de Luzerne)
El municipio de Hanover  (en inglés: Hanover Township) es un municipio ubicado en el condado de Luzerne en el estado estadounidense de Pensilvania. En el año 2000 tenía una población de 11.488 habitantes y una densidad poblacional de 235.7 personas por km².

## Geografía
El municipio de Hanover se encuentra ubicado en las coordenadas 41°12′00″N 75°52′28″O / 41.20000, -75.87444.

## Demografía
Según la Oficina del Censo en 2000 los ingresos medios por hogar en la localidad eran de $30,043 y los ingresos medios por familia eran $37,883. Los hombres tenían unos ingresos medios de $29,679 frente a los $21,691 para las mujeres. La renta per cápita para la localidad era de $16,181. Alrededor del 15,3% de la población estaban por debajo del umbral de pobreza.